# Honfleur (tổng)
Tổng Honfleur là một tổng thuộc tỉnh Calvados trong vùng Normandie.
Tổng này được tổ chức xung quanh Honfleur ở quận Lisieux. Độ cao khu vực này dao động từ 0 m (Ablon) đến 153 m (Saint-Gatien-des-Bois) với độ cao trung bình 94 m.

## Hành chính
| Giai đoạn | Ủy viên        | Đảng | Tư cách            |
| --------- | -------------- | ---- | ------------------ |
| 1994-2014 | Michel Lamarre | DVD  | Thị trưởngHonfleur |

## Các đơn vị trực thuộc
Tổng Honfleur gồm 13 xã với dân số 15.933 người (điều tra dân số năm 1999, dân số không tính trùng)
| Xã                       | Dân số | Mã bưu chính | Mã insee |
| ------------------------ | ------ | ------------ | -------- |
| Ablon                    | 1 047  | 14600        | 14001    |
| Barneville-la-Bertran    | 138    | 14600        | 14041    |
| Cricquebœuf              | 182    | 14113        | 14202    |
| Équemauville             | 1 212  | 14600        | 14243    |
| Fourneville              | 351    | 14600        | 14286    |
| Genneville               | 597    | 14600        | 14299    |
| Gonneville-sur-Honfleur  | 723    | 14600        | 14304    |
| Honfleur                 | 8 178  | 14600        | 14333    |
| Pennedepie               | 310    | 14600        | 14492    |
| Quetteville              | 295    | 14130        | 14528    |
| La Rivière-Saint-Sauveur | 1 578  | 14600        | 14536    |
| Saint-Gatien-des-Bois    | 1 163  | 14130        | 14578    |
| Le Theil-en-Auge         | 159    | 14130        | 14687    |

## Biến động dân số
| 1962                                                     | 1968   | 1975   | 1982   | 1990   | 1999   |
| -------------------------------------------------------- | ------ | ------ | ------ | ------ | ------ |
| 14 534                                                   | 15 088 | 15 027 | 15 029 | 15 669 | 15 933 |
| Nombre retenu à partir de 1962 : dân số không tính trùng |        |        |        |        |        |